# Pilosella guthnikiana
Pilosella guthnikiana (у т. ч. Hieracium roxolanicum) — вид рослин із родини айстрових (Asteraceae).

## Біоморфологічна характеристика
Це багаторічна рослина 20–40 см заввишки. Листки негусто запушені. Загальне суцвіття стисло-зонтикове з 10–20 зонтиками. Листочки обгорток тупуваті, як і квітконоси, густо вкриті темними волосками 1.5 мм завдовжки. Період цвітіння: червень і липень.

## Середовище проживання
Зростає у Європі — Франція, Німеччина, Швейцарія, Австрія, Італія, Словаччина, Словенія, Хорватія, Боснія і Герцеговина, Сербія та Косово, Чорногорія, Македонія, Албанія, Румунія, Болгарія, Греція, Україна.
В Україні вид зростає на гірських луках — у Карпатах та Прикарпатті